# Acceptera
acceptera är titeln på en svensk debattbok och propagandaskrift för funktionalismens idéer, publicerad 1931.
Boken behandlar arkitektur, bostadsfrågor och stadsplanering och även funktionalism som en livsåskådning, och argumenterar för att den nya tidens funktionalistiska formspråk måste accepteras.

## Författare och historik

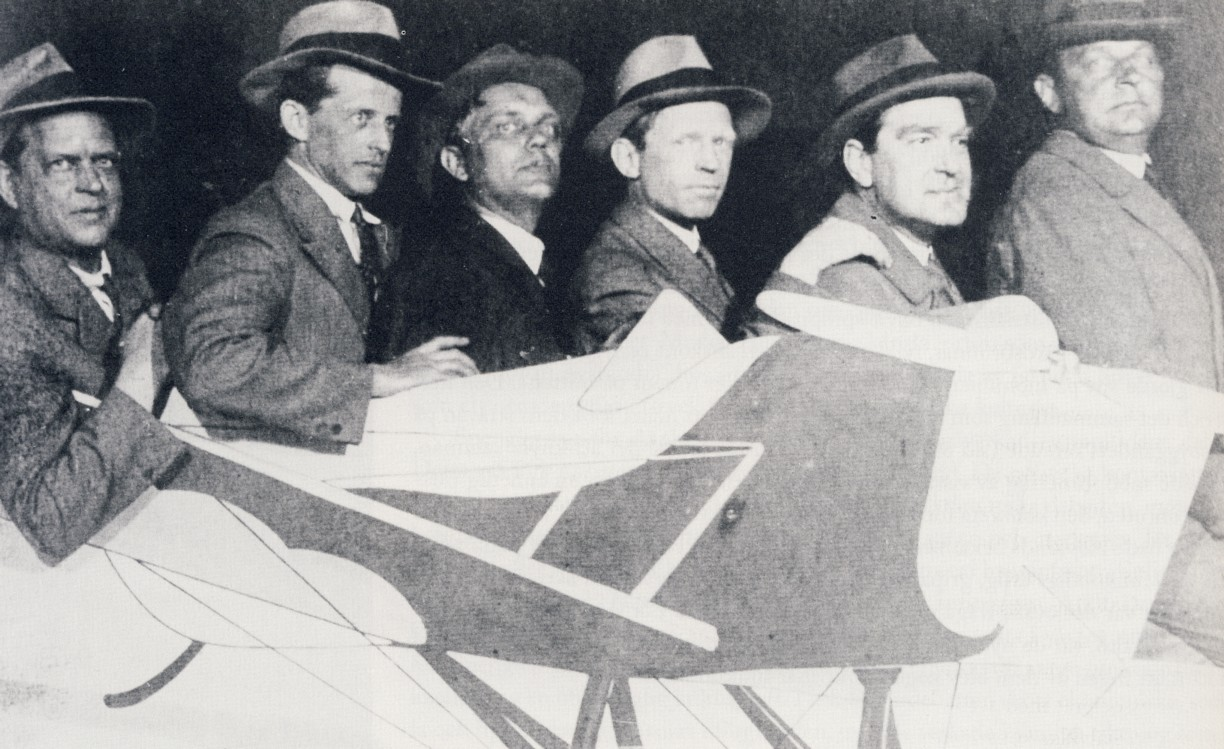
Författarna till debattboken acceptera 1931:
Från vänster: Sven Markelius, Uno Åhrén, Gunnar Asplund, Eskil Sundahl, Wolter Gahn och Gregor Paulsson.

Författarna var Svenska Slöjdföreningens direktör Gregor Paulsson och arkitekterna Sven Markelius, Uno Åhrén, Gunnar Asplund, Eskil Sundahl och Wolter Gahn. Samtliga hade varit aktiva i Stockholmsutställningen 1930, som allmänt räknas som funktionalismens genombrott i Sverige. 
Vem av dessa sex författare som skrivit vad är okänt, förmodligen är det ett lappverk, där alla författare bidrog till de olika kapitlen tillsammans. Den radikalaste bland de fem arkitekterna förmodas ha varit Uno Åhrén som hade tagit stort intryck av Le Corbusier. Den liberalaste var Gunnar Asplund och den som ivrade mest för standardiseringen av byggnadsdelar var Gregor Paulsson. Som en trolig följd av författarnas olika utgångspunkter innehåller boken även en del inkonsekventa resonemang, bland annat kring historiens roll (se nedan).
Initiativet till boken togs antingen av Gunnar Asplund eller Gregor Paulsson. Bokens manuskript växte fram under en veckas gemensamt arbete på Stadshotellet i Vaxholm på hösten 1930.
Tidens förlag kontaktades och förlaget bestämde sig snabbt att publicera boken, vars ursprungliga upplaga är okänd. Försäljningsframgången var, trots intresse, begränsad; boken fanns fortfarande i lager i slutet av 1930-talet.

## Bokens innehåll
Omslagets text och inledningen i boken började med följande ord:
| ” | Acceptera den föreliggande verkligheten - endast därigenom har vi utsikt att behärska den, att rå på den för att förändra den och skapa kultur som är ett smidigt redskap för livet. Vi har inte behov av en gammal kulturs urvuxna former för att uppehålla vår självaktning. Vi kan inte smyga oss ur vår egen tid bakåt. Vi kan inte heller hoppa förbi något som är besvärligt och oklart in i en utopisk framtid. Vi kan inte annat än att se verkligheten i ögonen och acceptera den för att behärska den. Vad som är medel och vad som är mål i våra dagars kulturliv har det aldrig varit någon tvekan om. Det är de trötta och pessimistiska, som påstår att vi håller på att skapa en maskinkultur, som är sitt eget ändamål. | „ |

Det gamla skönhetsbegreppet med "påklistrade" och "oärliga" detaljer var ett hinder i strävan att minimera byggkostnader. Att dölja en modern konstruktion bakom en historisk form är enligt författarna falskt. "Maskinkulturen erövrar oemotståndlig världen, medan kampen för det sköna förlorar sig själv i verklighetsfrämmande esteticism," menade de. Det funktionella är automatiskt även det sköna.

### Familjen förändras
Författarna menade att även familjen höll på att förändras; allt fler kvinnor skulle förvärvsarbeta, medan barnen skulle tillbringa dagarna på daghem och i skolor. Därför passade den konventionella bostaden inte längre. Särskilt köken kunde göras mindre, menade författarna, eftersom nya köksmaskiner och halvfabrikat skulle förenkla matlagningen. Man propagerade också för så kallade "familjehotell", alltså kollektivhus, och för byggstandardisering som ett medel att sänka produktionskostnaderna för bostäder.

### Historielöshet
Det radikala i acceptera var den fullständiga historielösheten som ideal. Historien hade över huvud taget inte längre något att lära ut; tvärtom sågs den som ett hinder och en belastning. Författarnas såg inte sin inställning till funktionalism som någon tillfällig smakförändring utan en frigörelseprocess, lika omvälvande som vetenskapens frigörelse från religionen. I delvis polemiska ordalag häcklas några specifika byggnader, exempelvis Göteborgs konstmuseum och Stockholms stadshus, som "låtsas" ha ett historiskt förflutet. Stockholms Stadsbibliotek (ritat av medförfattaren Gunnar Asplund) betecknas som "[...] en mycket demokratisk institution, [som] har den yttre formen av ett antikt kastell [...]". 
Trots skriftens hårda angrepp på 1920-talsklassicismen och trots det radikala uppbrottet från det gamla, framförs samtidigt en bild av kontinuitet. Stilriktningar som nationalromantiken och tjugotalsklassicismen var viktiga vägberedare för funktionalismen, menade författarna. I boken ges alltså, trots historielösheten som det stora idealet, en betydelsefull nyansering. Gunnar Asplund var en förmodad representant för denna mer liberala inställning.

### Grafisk utformning och språk
Inte bara bokens budskap var radikalt utan även dess grafiska utformning. Ordet "acceptera" stavades med gemen begynnelsebokstav och trycktes i illröd färg. Inne i boken var rubriker, bilder och bildtexter asymmetriskt placerade. Boken innehöll många illustrationer och liknade nästan en veckotidning. Även språket var modernt, med inslag av samtida journalistik. Vid tiden vanliga pluralformer, som voro, äro och fingo, förekom inte.

## Andra upplagan
I samband med bokens nya upplaga 1980 intervjuades den ende då fortfarande levande av författarna en novemberdag 1979, den då 94-årige Wolter Gahn. Hans ord sammanfattades i den nya upplagan under rubriken "Om acceptera":
| ” | "acceptera" var ganska snabbt gjord, och vid en tid då diskussionen bara var i början, och nästan ingenting byggt. Där kunde inte stå - till exempel i bostadsfrågan - det som det skulle ta åratal för arkitekter och politiker att komma fram till. Inte heller är det rimligt att ställa författarna till ansvars för det som sedan hände. I en tid där nästan ingenting byggdes hade vi ingen möjlighet att förutse de enorma kvantiteterna i framtidens byggande och de konsekvenser som skulle följa av detta. Men säkert underskattade vi det psykologiska, trivseln och människornas behov av att själva bestämma… | „ |